# 古尔邦节

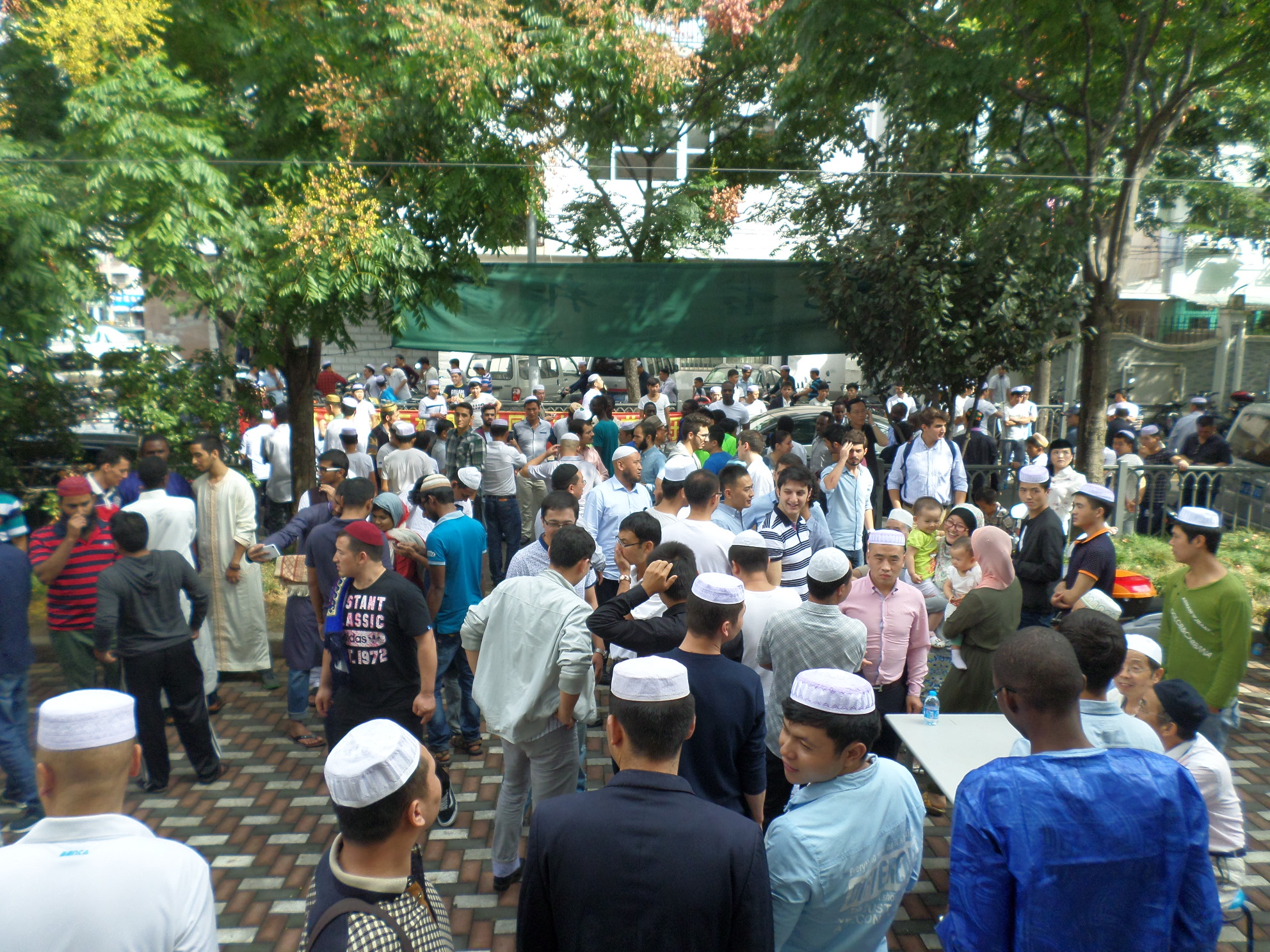
位於上海江湾清真寺的古尔邦节

古尔邦节（意译为宰牲节，新马汶称哈芝节，羅馬化：ʿĪd al-ʾAḍḥā，羅馬化：'eyd-e qorbân，哈薩克語： / ，維吾爾語：قۇربان ھېيىت‎），又称“大节”，是伊斯兰教的重要节日，日期是伊斯兰历每年的12月10日，麦加朝覲过后。该节日是为了纪念先知易卜拉欣（基督教翻译为亚伯拉罕）忠实执行真主阿拉的命令，打算献祭自己的儿子易司馬儀（基督教称为以實瑪利），在安拉的寬免下，又用羊羔代替的这一事件。

## 历史
据《古蘭經》记载，安拉为了考验阿拉伯人和以色列人的祖先易卜拉欣，命令他把儿子易司馬儀杀死、献祭，他完全服从，将儿子带到耶路撒冷在日后作为阿克薩清真寺圣物的一块石头上，准备将儿子杀死烧化，以献祭予安拉。安拉其實沒有要殺他的孩子，只是想考验他，隨即命令天使及时地送来一只黑色的替罪羊。
《旧约圣经》所记载的略有不同，认为以實瑪利（易司馬儀）是亚伯拉罕（易卜拉欣）庶子，和他母亲一起回到埃及，亚伯拉罕要獻祭的是自己100岁时生的嫡子以撒（伊斯蘭教称为易司哈格）。

## 传统
在古尔邦节这一天，穆斯林要穿新衣，屠宰牲口（牛、羊、駱駝），肉品不仅會留给自己家，而且要分發给穷人（不可以出售），以此确保所有的穆斯林都要有一份肉食。

## 中华人民共和国的古尔邦节
古尔邦节当日穆斯林群众皆盛装参加会礼，游坟诵经、缅怀先人宴请亲友，有条件者宰羊或牛等。中国新疆地区各族穆斯林还举行丰富多采的文艺联欢，以示庆祝。中華人民共和國境內的维吾尔族、哈萨克族、回族、乌孜别克族、塔吉克族、塔塔尔族、柯尔克孜族、东乡族、撒拉族、保安族以古尔邦节（宰牲节）為他們的共同節日之一。

## 古爾邦節與公曆對照表
由於伊斯蘭歷把日落當作一日的起點，下表只列出節日開始的白晝對應的公曆日期。
| 公曆年份 | 公曆日期 | 公曆年份 | 公曆日期 |
| -------- | -------- | -------- | -------- |
| 1995年   | 5月10日  | 2015年   | 9月24日  |
| 1996年   | 4月29日  | 2016年   | 9月13日  |
| 1997年   | 4月18日  | 2017年   | 9月2日   |
| 1998年   | 4月8日   | 2018年   | 8月22日  |
| 1999年   | 3月28日  | 2019年   | 8月12日  |
| 2000年   | 3月16日  | 2020年   | 7月31日  |
| 2001年   | 3月6日   | 2021年   | 7月20日  |
| 2002年   | 2月23日  | 2022年   | 7月10日  |
| 2003年   | 2月12日  | 2023年   | 6月29日  |
| 2004年   | 2月2日   | 2024年   | 6月17日  |
| 2005年   | 1月21日  | 2025年   | 6月7日   |
| 2006年   | 1月10日  | 2026年   | 5月27日  |
| 2006年   | 12月31日 | 2027年   | 5月17日  |
| 2007年   | 12月20日 | 2028年   | 5月5日   |
| 2008年   | 12月9日  | 2029年   | 4月24日  |
| 2009年   | 11月28日 | 2030年   | 4月14日  |
| 2010年   | 11月17日 | 2031年   | 4月3日   |
| 2011年   | 11月7日  | 2032年   | 3月22日  |
| 2012年   | 10月26日 | 2033年   | 3月12日  |
| 2013年   | 10月15日 | 2034年   | 3月1日   |
| 2014年   | 10月5日  | 2035年   | 2月18日  |

## 外部連結
- 穆斯林的古尔邦节习俗 （页面存档备份，存于）
- Muttaqi, Shahid ‘Ali. . Animals in Islam.   [2016-09-13]. （原始内容存档于2016-07-13）.
- Islamic, Dhul-Hijjah ‘Month. . Islamic Festival.   [2016-09-13]. （原始内容存档于2020-11-24）.